# Blanco y negro (bocadillo)
El blanco y negro (Blanc i negre en valenciano) es un bocadillo típico de la Comunidad Valenciana. Se llama así porque sus ingredientes principales son dos variedades de embutido: la longaniza (el blanco) y la morcilla (el negro).

## Características
El bocadillo es elaborado de forma sencilla, ya que los embutidos son cocinados a la plancha o fritos. Se utiliza un tipo de pan llamado pataqueta.

## Variantes
Normalmente la morcilla utilizada es de cebolla aunque también se puede utilizar de arroz. Además es común añadir otros ingredientes como ajoaceite, tomate frito, pisto o habas con ajos tiernos.